# (500457) 2012 TZ206
(500457) 2012 TZ206 es un asteroide perteneciente al cinturón de asteroides, descubierto el 14 de septiembre de 2007 por el equipo del Mount Lemmon Survey desde el Observatorio del Monte Lemmon, Arizona, Estados Unidos.

## Designación y nombre
Designado provisionalmente como 2012 TZ206.

## Características orbitales
2012 TZ206 está situado a una distancia media del Sol de 3,064 ua, pudiendo alejarse hasta 3,411 ua y acercarse hasta 2,717 ua. Su excentricidad es 0,113 y la inclinación orbital 6,125 grados. Emplea 1959,55 días en completar una órbita alrededor del Sol.
Los próximos acercamientos a la órbita de Júpiter se producirán el 20 de junio de 2033, el 9 de febrero de 2043 y el 23 de mayo de 2092, entre otros.

## Características físicas
La magnitud absoluta de 2012 TZ206 es 16,8. 